# きのこ山
きのこ山（きのこやま）は、茨城県桜川市と同石岡市の境に位置する標高527.9mの山である。北から御嶽山、雨引山、燕山、加波山、丸山、足尾山、きのこ山、弁天山、筑波山の順に連なる筑波連山北部の山の一つである。関東ふれあいの道のコースにもなっている。
由来は、きのこがたくさん生えているからであり、山容がキノコの形をしているわけではない。
西麓には近世大名浅野長政の菩提寺である伝正寺がある。また、伝正寺の門前には伝正寺温泉があり、JR水戸線岩瀬駅から、御嶽山、雨引山、燕山、加波山、丸山、足尾山、きのこ山の順に筑波連山を縦走し、きのこ山から下山して、伝正寺温泉で休む登山者も多い。
筑波連山周辺はスカイスポーツが盛んであり、きのこ山から足尾山にかけての稜線にはハングライダーやパラグライダーなどのスカイスポーツの離陸場が数ヵ所設置されている。